# Freistaat
Freistaat (în traducere „stat liber”) este un cuvânt german care înseamnă „republică”. Sinonim în germană Republik. 
Termenul freistaat a fost introdus în diverse state germane pentru forma de organizare statală de tip republican, democratic, de după abolirea monarhiei. A fost preferat termenului Republik (în latină res publica; franceză république) din purism lingvistic, într-o perioadă de „epurare” a limbii de neologisme, mai ales franceze (secolul al XVIII-lea și al XIX-lea).
În timpul Republicii de la Weimar, majoritatea provinciilor Germaniei (cu excepția orașelor-stat) au avut denumirile oficiale Freistaat sau Volksstaat. Următoarele state germane au optat pentru Freistaat în acea perioadă: Prusia, Saxonia, Braunschweig, Anhalt, Oldenburg, Mecklenburg-Schwerin, Mecklenburg-Strelitz, Waldeck, Lippe, Schaumburg-Lippe, Bavaria și statele Turingiei cu excepția provinciei Reuß (Reuss). De asemeni Freistaat Coburg (1918-1920), care s-a unit cu Bavaria.
Termenul Freistaat a fost lăsat în uz și de regimul comunist al efemerei Republici Sovietice de la München (1919) (sau a Sfaturilor): Freistaat Bayern (Bavaria), proclamată republică în toamna anului 1918 de un guvern provizoriu socialist. 
Denumirea Freistaat a reintrat în uz după al doilea război mondial. În prezent, numai landurile Bavaria, Saxonia și Turingia au acest calificativ. Însă utilizarea acestui termen în continuare, în baza constituției RFG (1949), nu conferă landurilor respective niciun statut special pe plan republican, formațiunile statale care alcătuiesc republica federală nedeosebindu-se între ele din punct de vedere al dreptului constituțional, ele având aceeași orânduire democratică parlamentară.
Un termen alternativ, cu semantică similară, este Volksstaat („stat al poporului”). A fost folosit după 1918 de unele state germane ca alternativă la denumirile Freistaat și Republik. 